# Élections législatives arubaines de 1985
Les élections législatives arubaines de 1985 se déroulent le 22 novembre 1985 à Aruba. Bien que le Mouvement électoral du peuple (MEP) soit arrivé en tête, une coalition de quatre partis menée par le Parti populaire arubais (AVP) forme un gouvernement avec Henny Eman (AVP) pour Ministre-président.

## Contexte
Ces élections ont lieu en prévision de la mise en place le 1er janvier 1986 de l'autonomie de l'île, celle-ci se séparant des Antilles néerlandaises pour devenir un état constitutif des Pays-Bas, à la suite d'un processus initié par référendum en 1977 et devant initialement conduire à l'indépendance avant le revirement en 1994 du gouvernement arubain. Le Conseil de l'île est à cette occasion renommé "États d'Aruba" et le chef de l'exécutif "Ministre-président".

## Système politique et électoral
L'île d'Aruba est une île néerlandaise des caraïbes organisée sous la forme d'une monarchie parlementaire. L'île forme un État du Royaume des Pays-Bas à part entière depuis qu'elle s'est séparée des Antilles néerlandaises en 1986. La reine Béatrice en est nominalement le chef de l'État et y est représenté par un gouverneur.
Le parlement est monocaméral. Son unique chambre, appelée États d'Aruba, est composée de 21 députés élus pour 4 ans selon un mode de scrutin proportionnel plurinominal dans une unique circonscription. Les États d'Aruba nomment le Ministre-président et les sept membres du Conseil des ministres qu'il dirige. Ce même Ministre-président propose au souverain un gouverneur d'Aruba, représentant de la couronne nommé pour six ans.

## Résultats
|        |                                       |        |       |        |  |  |  |  |  |
| Partis | Partis                                | Voix   | %     | Sièges |  |  |  |  |  |
|        | Mouvement électoral du peuple (MEP)   | 13 786 | 37,62 | 8      |  |  |  |  |  |
|        | Parti populaire arubais (AVP)         | 11 480 | 31,33 | 7      |  |  |  |  |  |
|        | Parti patriotique arubain (PPA)       | 4 499  | 12,28 | 2      |  |  |  |  |  |
|        | Parti démocratique arubain (PDA)      | 3 661  | 9,99  | 2      |  |  |  |  |  |
|        | Alliance démocratique nationale (ADN) | 3 216  | 8,78  | 2      |  |  |  |  |  |
|        |                                       |        |       |        |  |  |  |  |  |
| Total  | Total                                 | 36 642 | 100   | 21     |  |  |  |  |  |